# Bernd Schneider (football)
Pour les articles homonymes, voir Bernd Schneider et Schneider.
Bernd Schneider est un footballeur allemand né le 17 novembre 1973 à Iéna. C'était un joueur polyvalent qui pouvait jouer aussi bien milieu droit, arrière droit ou milieu offensif.

## Biographie
Ce joueur emblématique du Bayer Leverkusen fut au début des années 2000, l'un des joueurs cadres de l'équipe nationale d'Allemagne. Révélé lors de la Ligue des Champions et la Coupe du monde en 2002, Bernd Schneider fut cette année-là l'un des rares joueurs de champ avec Michael Ballack à se distinguer lors de ces compétitions. Durant le mondial 2002, il inscrit par ailleurs un but contre l'Arabie saoudite, compétition dans laquelle l'Allemagne finit deuxième. 
Surnommé le Brésilien blanc en raison de ses qualités techniques et de la précision de ses passes, il se distinguait aussi par ses frappes de balle et ses coups francs. Joueur à vocation offensive, il a été utilisé à de divers postes durant sa carrière, notamment à celui d'arrière latéral. 
Compensant l'altération de ses capacités physiques par son expérience, il était régulièrement sélectionné en équipe nationale même à un âge avancé pour un footballeur. En 2006, à presque 33 ans, il était titulaire sur le flanc droit de la sélection allemande lors de la Coupe du monde. En 2008, toujours sélectionné malgré ses 34 ans, il n'est pas retenu pour l'Euro 2008 en raison d'une hernie discale (qui l'obligera plus tard à arrêter sa carrière). Bien qu'il eût annoncé dans un premier temps qu'il ne prendrait pas sa retraite internationale et qu'il comptait disputer la Coupe du monde 2010, il décide le 26 juin 2009 d'arrêter sa carrière, n'arrivant pas à se remettre de son hernie discale . 
Étonnamment, Bernd Schneider n'aura gagné aucun titre dans sa carrière professionnelle. 

## Palmarès
- Finaliste de la Coupe du monde : 2002 (Allemagne).
- Finaliste de la Ligue des champions : 2002 (Bayer Leverkusen).
- Finaliste de la Coupe d'Allemagne : 2002 (Bayer Leverkusen).
- Troisième de la Coupe des confédérations : 2005 (Allemagne).
- Troisième de la Coupe du monde : 2006 (Allemagne).

- International Allemand (81 sélections, 4 buts) depuis le 29 juillet 1999 : Allemagne 2 - 0 Nouvelle-Zélande

## Statistiques

### Générales
| Saison                | Club                  | Championnat           | Championnat | Championnat | Championnat | Coupe nationale | Coupe nationale | Coupe nationale | Coupe de la Ligue | Coupe de la Ligue | Coupe de la Ligue | Compétition(s) continentale(s) | Compétition(s) continentale(s) | Compétition(s) continentale(s) | Compétition(s) continentale(s) | Allemagne | Allemagne | Allemagne | Total | Total | Total |
| Saison                | Club                  | Division              | M.          | B.          | P.d.        | M.              | B.              | P.d.            | M.                | B.                | P.d.              | Comp.                          | M.                             | B.                             | P.d.                           | M.        | B.        | P.d.      | M.    | B.    | P.d.  |
| 1991-1992             | FC Carl Zeiss Iéna    | 2.Bundesliga          | 4           | 0           | 0           | 1               | 0               | 0               | -                 | -                 | -                 | -                              | -                              | -                              | -                              | -         | -         | -         | 5     | 0     | 0     |
| 1992-1993             | FC Carl Zeiss Iéna    | 2.Bundesliga          | 21          | 0           | 0           | 3               | 0               | 0               | -                 | -                 | -                 | -                              | -                              | -                              | -                              | -         | -         | -         | 24    | 0     | 0     |
| 1993-1994             | FC Carl Zeiss Iéna    | 2.Bundesliga          | 2           | 0           | 0           | -               | -               | -               | -                 | -                 | -                 | -                              | -                              | -                              | -                              | -         | -         | -         | 2     | 0     | 0     |
| 1994-1995             | FC Carl Zeiss Iéna    | D3                    | 34          | 7           | 0           | 1               | 0               | 0               | -                 | -                 | -                 | -                              | -                              | -                              | -                              | -         | -         | -         | 35    | 7     | 0     |
| 1995-1996             | FC Carl Zeiss Iéna    | 2.Bundesliga          | 33          | 6           | 0           | 2               | 1               | 0               | -                 | -                 | -                 | -                              | -                              | -                              | -                              | -         | -         | -         | 35    | 7     | 0     |
| 1996-1997             | FC Carl Zeiss Iéna    | 2.Bundesliga          | 31          | 1           | 1           | -               | -               | -               | -                 | -                 | -                 | -                              | -                              | -                              | -                              | -         | -         | -         | 31    | 1     | 1     |
| 1997-1998             | FC Carl Zeiss Iéna    | 2.Bundesliga          | 33          | 6           | 1           | 4               | 0               | 0               | -                 | -                 | -                 | -                              | -                              | -                              | -                              | -         | -         | -         | 37    | 6     | 1     |
| Sous-total            | Sous-total            | Sous-total            | 158         | 20          | 2           | 11              | 1               | 0               | -                 | -                 | -                 | -                              | -                              | -                              | -                              | -         | -         | -         | 169   | 21    | 2     |
| 1998-1999             | Eintracht Francfort   | Bundesliga            | 33          | 4           | 6           | 2               | 2               | 0               | -                 | -                 | -                 | -                              | -                              | -                              | -                              | -         | -         | -         | 35    | 6     | 6     |
| Sous-total            | Sous-total            | Sous-total            | 33          | 4           | 6           | 2               | 2               | 0               | -                 | -                 | -                 | -                              | -                              | -                              | -                              | -         | -         | -         | 35    | 6     | 6     |
| 1999-2000             | Bayer Leverkusen      | Bundesliga            | 32          | 3           | 3           | -               | -               | -               | 2                 | 1                 | 0                 | C1+C3                          | 6+2                            | 0                              | 0                              | 5         | 0         | 0         | 47    | 4     | 3     |
| 2000-2001             | Bayer Leverkusen      | Bundesliga            | 31          | 2           | 1           | 3               | 0               | 0               | -                 | -                 | -                 | C1+C3                          | 5+2                            | 1+0                            | 0                              | -         | -         | -         | 41    | 3     | 1     |
| 2001-2002             | Bayer Leverkusen      | Bundesliga            | 30          | 5           | 11          | 6               | 2               | 0               | 1                 | 0                 | 0                 | C1                             | 19                             | 2                              | 5                              | 11        | 1         | 4         | 67    | 10    | 20    |
| 2002-2003             | Bayer Leverkusen      | Bundesliga            | 28          | 2           | 9           | 5               | 1               | 1               | -                 | -                 | -                 | C1                             | 10                             | 3                              | 2                              | 10        | 0         | 0         | 53    | 6     | 12    |
| 2003-2004             | Bayer Leverkusen      | Bundesliga            | 33          | 10          | 7           | 3               | 0               | 0               | -                 | -                 | -                 | -                              | -                              | -                              | -                              | 14        | 0         | 0         | 50    | 10    | 7     |
| 2004-2005             | Bayer Leverkusen      | Bundesliga            | 33          | 3           | 7           | 1               | 0               | 0               | 1                 | 0                 | 0                 | C1                             | 10                             | 0                              | 2                              | 13        | 0         | 0         | 58    | 3     | 9     |
| 2005-2006             | Bayer Leverkusen      | Bundesliga            | 29          | 4           | 7           | 2               | 2               | 0               | 1                 | 0                 | 0                 | C3                             | 2                              | 0                              | 0                              | 18        | 0         | 1         | 52    | 6     | 8     |
| 2006-2007             | Bayer Leverkusen      | Bundesliga            | 31          | 6           | 11          | 2               | 1               | 1               | -                 | -                 | -                 | C3                             | 12                             | 4                              | 4                              | 7         | 2         | 1         | 52    | 13    | 17    |
| 2007-2008             | Bayer Leverkusen      | Bundesliga            | 15          | 0           | 5           | 1               | 0               | 0               | -                 | -                 | -                 | C3                             | 7                              | 1                              | 2                              | 3         | 1         | 0         | 26    | 2     | 7     |
| 2008-2009             | Bayer Leverkusen      | Bundesliga            | 1           | 0           | 1           | -               | -               | -               | -                 | -                 | -                 | -                              | -                              | -                              | -                              | -         | -         | -         | 1     | 0     | 1     |
| Sous-total            | Sous-total            | Sous-total            | 263         | 35          | 62          | 23              | 6               | 2               | 5                 | 1                 | 0                 | -                              | 75                             | 11                             | 15                             | 81        | 4         | 6         | 447   | 57    | 85    |
| Total sur la carrière | Total sur la carrière | Total sur la carrière | 424         | 59          | 70          | 36              | 9               | 2               | 5                 | 1                 | 0                 | -                              | 75                             | 11                             | 15                             | 81        | 4         | 6         | 621   | 84    | 93    |

### Buts internationaux
| Buts en sélection de Bernd Schneider | Buts en sélection de Bernd Schneider | Buts en sélection de Bernd Schneider | Buts en sélection de Bernd Schneider | Buts en sélection de Bernd Schneider | Buts en sélection de Bernd Schneider | Buts en sélection de Bernd Schneider |
| #                                    | Date                                 | Lieu                                 | Adversaire                           | Score                                | Résultats                            | Compétitions                         |
| ------------------------------------ | ------------------------------------ | ------------------------------------ | ------------------------------------ | ------------------------------------ | ------------------------------------ | ------------------------------------ |
| 1                                    | 1er juin 2002                        | Sapporo Dome, Sapporo                | Arabie saoudite                      | 8-0                                  | 8-0                                  | Coupe du monde 2002                  |
| 2                                    | 16 août 2006                         | Veltins-Arena, Gelsenkirchen         | Suède                                | 1-0                                  | 3-0                                  | Match amical                         |
| 3                                    | 6 septembre 2006                     | Stadio Olimpico, Serravalle          | Saint-Marin                          | 13-0                                 | 13-0                                 | Éliminatoires Euro 2008              |
| 4                                    | 12 septembre 2007                    | RheinEnergieStadion, Cologne         | Roumanie                             | 1-1                                  | 3-1                                  | Match amical                         |

## Citation
Tranquillo Barnetta (coéquipier au Bayer Leverkusen et international suisse) : « C'est déjà en temps normal un joueur de classe mondiale. Mais cette saison, il est encore un cran au-dessus ! », à propos de sa saison 2006-2007.